# Hypogen

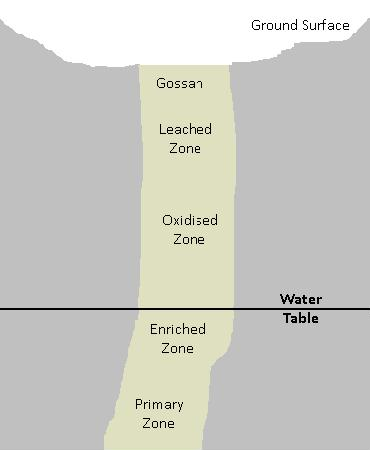
Diagramm einer Mineralader mit Auslaugungs- und Anreicherungszonen

Der Begriff Hypogenese beschreibt den Prozess der (De-)Mineralisierung innerhalb und unterhalb der Erdkruste, der durch aufsteigende (und oft heiße) Flüssigkeiten in Gang gesetzt wird. Er wird hauptsächlich in der Geologie der Erze verwendet. Primäres, unverändertes Erz, das sich direkt aus wässerigen Thermalflüssigkeiten aus großen Tiefen gebildet hat, wird als hypogenes Gestein bezeichnet. Im Gegensatz wird Erz, das durch absteigende Flüssigkeiten nahe der Erdoberfläche entstanden ist und das meist durch eine Verwitterung und Veränderung der primären Mineralanordnung gekennzeichnet ist, als supergenes Gestein bezeichnet. Viele durch Hypogenese entstandenen Mineralien und Erze sind von großer wirtschaftlichen Bedeutung.
Der Begriff hypogen wird auch im Zusammenhang mit Karsthöhlen gebraucht, die durch Auflösung des Grundgesteins entstehen. Die Ursache kann epigen sein, d. h. durch die flache Zirkulation des meteorischen Grundwassers (gespeist durch Niederschlag), oder hypogen, d. h. durch steigendes Grundwasser oder durch eine tief sitzende Lösungsaggressivität von Flüssigkeiten.